# Johan Adolf I van Saksen-Weißenfels
Johan Adolf I van Saksen-Weißenfels (Halle, 2 november 1649 - Weißenfels, 24 mei 1697) was van 1680 tot aan zijn dood hertog van Saksen-Weißenfels en vorst van Querfurt. Hij behoorde tot de Albertijnse linie van het huis Wettin.

## Levensloop
Johan Adolf I was de oudste zoon van hertog August van Saksen-Weißenfels en diens echtgenote Anna Maria, dochter van hertog Adolf Frederik I van Mecklenburg-Schwerin.
In 1680 stierf zijn vader en werd Johan Adolf hertog van Saksen-Weißenfels en vorst van Querfurt. De dood van zijn vader betekende eveneens het verlies van het aartsbisdom Maagdenburg, dat door het keurvorstendom Brandenburg tot het hertogdom Maagdenburg werd geseculariseerd. Johan Adolf moest zich hierdoor in het nog onafgewerkte slot Neu-Augustenburg in Weißebfels gaan resideren. Hij zette de bouw aan het kasteel verder die in 1660 door zijn vader begonnen was. In 1682 werd de kasteelkapel gewijd en in 1694 werd het kasteel uiteindelijk bepleisterd. Eerder liet hij een groot theater bouwen dat vanaf 1685 Duitstalige operavoorstellingen ondersteunde. 
In zijn landgoed nabij de Wachtershuizen creëerde Johan Adolf een formele tuin, de belangrijkste van Centraal-Europa in zijn tijd. In 1690 werden leidingen aangelegd om het kasteelcomplex te voorzien van water uit het Selauer gebied. Onder zijn bewind ontwikkelde de stad Weißenfels zich naast administratief centrum ook tot economisch centrum. Net als zijn vader en andere familieleden was Johan Adolf ook een ondersteuner van de kunsten. Als kapelmeester benoemde hij componist Johann Philipp Krieger, die ook onder zijn vader had gediend. Ook ontdekte hij het muzikale talent van de zoon van zijn hofarts Georg Händel, de jonge Georg Friedrich Händel, en overtuigde hij hem om zijn zoon een muzikale opleiding te laten volgen. Onder de gezelschapsnaam de Minutieuze was hij ook lid van het Vruchtdragende Gezelschap, waarvan zijn vader de voorzitter was geweest.